# Hipocampo (mitología)

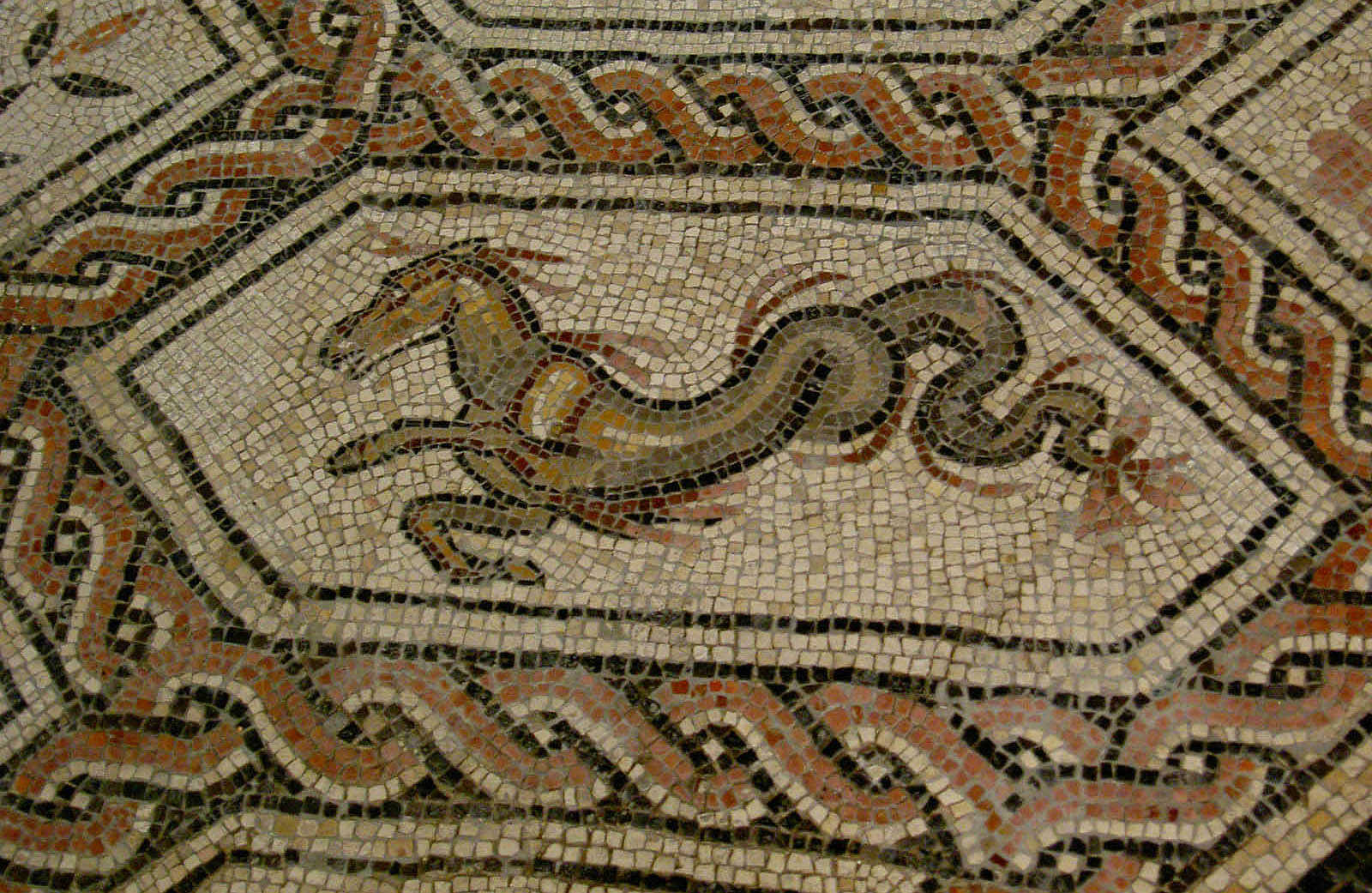
Hipocampo en un mosaico hispanorromano del siglo II (M.A.N., Madrid).

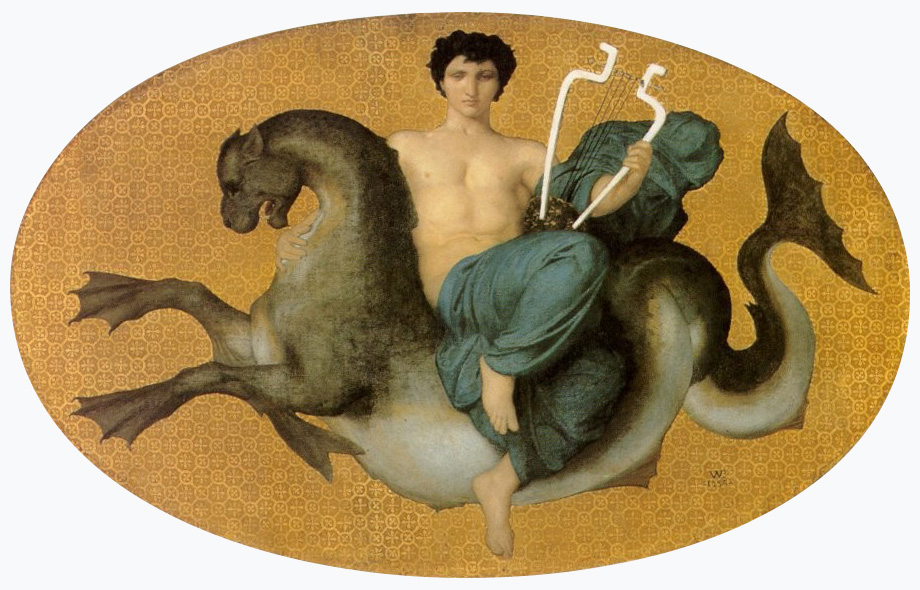
Arión montando un hipocampo, de William-Adolphe Bouguereau (1855).

En la mitología griega, el hipocampo (Ίπποκάμπη / Hippokámpê; o Ίππόκαμπος / Hippókampos), de ἵππος / híppos (caballo) y κάμπος / kámpos (monstruo marino) es, según cuenta Pausanias en su Descripción de Grecia, un caballo marino con la parte inferior del cuerpo desde el pecho en forma de monstruo marino o pez. El hipocampo aparece incluso en los poemas homéricos como símbolo de Poseidón, cuyo carro surcaba el mar tirado por veloces caballos. Los poetas y artistas posteriores concibieron y representaron los caballos de Poseidón y de otras divinidades marinas como una combinación de caballo y pez. Según las descripciones, medían hasta los 5 metros de largo, lo suficiente para cargar muchas criaturas marinas a la vez.